# Sława
Sława là một thị trấn thuộc huyện Wschowski, tỉnh Lubuskie ở tây Ba Lan. Thị trấn có diện tích 14 km². Đến ngày 1 tháng 1 năm 2011, dân số của thị trấn là 3923 người và mật độ 274 người/km².